# Powys Wenwynwyn
Le Powys Wenwynwyn ou Powys Cyfeiliog est un royaume gallois qui existe à l'époque médiévale. Ce royaume est constitué par la partir sud du royaume de Powys qui est partagé après la mort de Madog ap Maredudd de Powys en 1160: la partie nord  (Maelor) revient à  Gruffydd Maelor Ier et sera plus tard connue sous le nom de  Powys Fadog; alors que la partie sud (Cyfeiliog) revient à  Owain Cyfeiliog et prendra le  nom de « Powys Wenwynwyn » d'après le Prince Gwenwynwyn ap Owain, son second souverain.
Le Powys Wenwynwyn et le  royaume de Gwynedd deviennent des rivaux dans les années suivantes,  le premier faisant même alliance avec le royaume d'Angleterre dans le but d'affaiblir le second.

## Princes de Powys Wenwynwyn
- 1160–1195 Owain Cyfeiliog épouse une fille de Owain Gwynedd et abdique en 1195.
- 1195–1216 Gwenwynwyn ap Owain
- ̈1216–1286 Gruffydd ap Gwenwynwyn

## Fin de la Principauté
Owain ap Gruffydd ap Gwenwynwyn, nommé également Owen de la Pole (en) aurait renoncé à  la principauté de Powys au profit du roi Édouard Ier lors du Parlement tenu à  Shrewsbury en 1283. Dafydd ap Gruffudd, son rival du Powys Fadog, est jugé à ce même Parlement, il est déposé lorsqu'il s'engage au côté du royaume de Gwynedd et exécuté pour trahison contre le roi Édouard Ier. 
En échange de l'abandon de la principauté, Owen de la Pole la reçoit à nouveau du roi en tant que baron libre d'Angleterre : « sub nomine et tenura liberi Baronagii Angliæ, resignando Domino Regi heredibus suis et Coronæ Angliæ nomen et circulum principatus », c'est-à-dire : « Sous le nom et la tenure de baron libre d'Angleterre, en résignant avec ses héritiers au seigneur le Roi et à la couronne d'Angleterre le nom princier et coronet  ». La date doit être acceptée avec réserve car Owen n'a pas succédé aux possession de son père avant 1286: il est possible qu'Owen agissait au nom de son père, qui était alors un vieil homme. À partir de cette époque, l'ancienne famille princière a commencé à utiliser le patronyme normalisé "de la Pole" au lieu du patronyme gallois. Le nom dérive de Pool (maintenant appelé Welshpool), sa ville principale.

## Sources
- (en) Mike Ashley, The Mammoth Book of British Kings and Queens (England, Scotland and Wales), Londres, Robinson, 1998 (ISBN 1841190969), p. 364-375 Medieval Powys et table 18. Wales (5) - Medieval Powys
- (en) Kari Maund, The Welsh Kings: Warriors, warlords and princes, Mill Brimscombe Port Stroud, The History Press, 2006 (ISBN 9780752429731), p. 187,181,193,195,200-203,207, 211-18,221-23,230 & Table p. 104 The second dynasty of Powys.
- (en) Timothy Venning, The Kings & Queens of Wales, Mill Brimscombe Port Stroud, Amberley Publishing,, 2013 (ISBN 9781445615776), p. 121-124 Chapitre 4 : Rulers of Mid Wales (Powys) The south " Powys Wenwynwyn" and the Line of Poole